# TEAM BARBOSA JAPAN
TEAM BARBOSA JAPAN（チームバルボーザジャパン）は、愛知県を本部に、全国各地に存在する総合格闘技道場の総称である。

## 概要
キックボクシングジム、スポーツクラブ、道場、トレーニングジムがある。

## 全国のジム
- Team Barbosa Japan Ogaki（チームバルボーザジャパン岐阜県大垣）[2]
- Team Barbosa Japan Gamagori（チームバルボーザジャパン蒲郡）
- Team Barbosa Japan Nagoya（チームバルボーザジャパン名古屋）
- Team Vira-Lata（滋賀）
- Team Barbosa Japan（愛知県半田市）

## リンク
- Team Barbosa Japan「バルボーザジャパン」TAPOROGY